# Eryngium humifusum
Eryngium humifusum är en flockblommig växtart som beskrevs av Dominique Clos. Eryngium humifusum ingår i släktet martornar, och familjen flockblommiga växter. Inga underarter finns listade i Catalogue of Life.